# Quartet Amadeus
|  | Aquest article tracta sobre Quartet Amadeus. Vegeu-ne altres significats a «Amadeus». |

El Quartet Amadeus és un quartet de corda anglès del segle xx, fundat a Londres l'any 1947 i dissolt l'any 1987.

## Història
L'any 1948 el quartet Amadeus va aparèixer oficialment per primera vegada amb aquest nom en un concert al Wigmore Hall de Londres. Els començaments del quartet són tanmateix anteriors. Ja el 13 de juliol de 1947 els mateixos músics van donar (sota el nom de quartet Brainin) un concert destacat a la gran sala del Darlington Hall amb obres de Mozart, Schubert i Beethoven.
Els quatre músics es van conèixer a Londres on els tres joves violinistes austríacs Norbert Brainin, Siegmund Nissel i Peter Schidlof s'havien refugiat perquè eren jueus. Eren llavors tots els tres alumnes del mateix professor, Max Rostal. Quan va néixer la idea de fundar un quartet i es va clarificar havia la qüestió de saber si Schidlof estava a punt d'abandonar el violí per a la viola, van demanar al jove anglès Martin Lovett d'unir-se com a violoncel·lista.
A la mateixa època, retroben, entre d'altres, George Enescu amb el qual perfeccionen els seus quartets de Beethoven, i al Morley College coneixen la filla del compositor Gustav Holst, Imogen Holst, que com a directora musical del Darlington Hall els ha donat suport en els seus inicis procurant-los per exemple la suma necessària al seu primer concert. Aleshores comença la història de l'èxit que els quatre músics han conegut.
Tres anys després de la fundació del quartet i els seus començaments a Londres, els quatre músics van realitzar l'any 1951 el seu primer enregistrament (el quartet en sol major de Franz Schubert Cd 887) per a Deutsche Grammophon. Uns enregistraments de gairebé tots els grans quartets clàssics i romàntics van ser realitzats els anys següents així com enregistraments d'obres del segle XX (per exemple els 2n i 3r quartets de Benjamin Britten). Paral·lelament, en els concerts i enregistraments, el quartet ha estat regularment ampliat a quintets de corda (Mozart, Schubert, Brahms, Bruckner) i sextet de corda (Brahms). Els convidats eren sempre els mateixos : Cecil Aronowitz com a viola i William Pleeth com a segon violoncel.
El Quartet Amadeus és, sens dubte, el més prolix dels de corda de la història del disc.
El seu enregistrament del quintet en ut major D 956 de Franz Schubert ha quedat com llegendari. L'any 1969 els 4 membres del quartet han estat designats doctors honoris causa de la Universitat de Nova York. De 1980 fins a la dissolució l'any 1987, el quartet va ensenyat a l'Escola superior de música de Colònia, on han estudiat nombrosos músics avui d'anomenada.
El quartet ha estat dissolt amb la mort de Peter Schidlof el 15 d'agost de 1987, després de prop de 40 anys d'existència. El violinista Norbert Brainin va morir el 10 d'abril de 2005 amb 82 anys.

## Composició
- Norbert Brainin, primer violí (1923–2005)[1][3]
- Siegmund Nissel, segon violí (1922-2008)
- Peter Schidlof, viola (1922–1987)
- Martin Lovett, violoncel (* 1927)

## Discografia (selecció)
- Haydn, Quartet op.3 n°5 "Serenata"; Les set paraules de Crist a la Creu; Quartets op.54 n°1; 2 i 3; Quartets op.74 n°1 i 3 "El cavaller"; Quartet op.77 n°1; Quartet inacabat op.103
- Mozart, Els Quartets de corda, K 80, 155-160, 168-173, 387, 421, 428, 458, 464, 465, 499, 575, 589 i 590, 6 CD Deutsche Gramophon – Collectors Edition (the colour of classics)
- Beethoven, Els Quartets de corda, opus 18, 59, 74, 95, 127, 130, 131, 132 i 135, 7 CD Deutsche Gramophon – Collectors Edition (the colour of classics)
- Schubert, Quartet D.87; Quartet D.112; Quartettsatz D.703; Quartet D.804; Quartet D.810 "La noia i la mort"; Quartet D.887; Caprici en mi menor op.81 Els tres Quartets Deutsche Grammophon 7 CD 474 730-2
- Bruckner, Quintet de corda en fa major; Smetana, Quartet de corda no. 1 en mi menor "De la meva vida"; Verdi, Quartet de corda en mi menor; Txaikovski, Quartet de corda no. 1; Dvořák, Quartet no. 12 "Americà" 2 CD
- Brahms, Quartets de corda n°1, 2, 3; Quintets de corda n° 1 i 2; Sextuors n° 1 i 2.